# Léon Poliakov
Lev Poljakov, francesizzato in Léon Poliakov (in russo Лев Влади́мирович Поляко́в?, Lev Vladímirovič Polâkóv; San Pietroburgo, 25 novembre 1910 – Orsay, 8 dicembre 1997), è stato uno storico e filosofo francese di origine russa, noto soprattutto per i suoi lavori sul genocidio ebraico e sull'antisemitismo.

## Biografia
Figlio di Vladimir Poliakov, un editore di giornali di sinistra di origini ebraiche, Lev Poliakov nacque a San Pietroburgo, nell'allora Impero russo, due giorni dopo la morte di Lev Tolstoj, dal quale ereditò il nome di battesimo e sotto il cui segno si svolse la sua educazione. Nel 1920 la sua famiglia riuscì a emigrare dalla Russia bolscevica e, dopo un tragitto attraverso l'Italia e la Germania, nel 1924 si stabilì definitivamente a Parigi; Léon Poliakov si laureò in giurisprudenza e lavorò nell'azienda paterna. Nel 1934 Vladimir Poliakov creò il Pariser Tageblatt, un quotidiano per la nuova emigrazione ebraico-tedesca che ebbe un grande successo e fu falsamente accusato, nel 1936, di essere stato venduto a Goebbels; è a questa vicenda che Léon Poliakov dedicò il suo primo libro.
Léon Poliakov si definiva uomo dalla triplice cultura: russa, tedesca e francese; sebbene la sua educazione fosse stata laica, negli anni immediatamente precedenti la seconda guerra mondiale subì una sorta di "conversione intellettuale all'ebraismo", oltre che l'iniziazione alla filosofia grazie ad Alexandre Kojève.

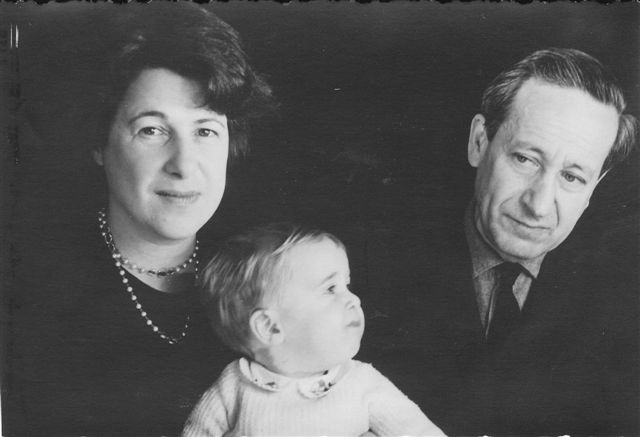
Germaine e Léon Poliakov e il loro figlio (fotografia del 1961)

All'inizio della seconda guerra mondiale Léon Poliakov si arruolò nell'esercito francese da volontario, essendo apolide; il 13 giugno 1940 fu preso prigioniero dai tedeschi a Saint-Valery-en-Caux con il suo battaglione; fuggì tre mesi dopo dal Frontstalag di Doullens e si unì alla resistenza con il nome di battaglia di Robert Paul. Agì nel "Réseau André d'action contre la deportation" guidato da Joseph Bass e la sua attività consistette principalmente nel creare documenti falsi e nel trasferire  in zone più sicure ebrei in pericolo. Durante la guerra fu dapprima vicedirettore del Centre de documentation juive contemporaine (CDJC), fondato a Grenoble nel 1943 da Isaac Schneersohn; in seguito diresse il dipartimento di ricerca del CDJC e ne creò il fondo documentario. Nel dopoguerra assistette Edgar Faure durante il processo di Norimberga. Nel 1947 sposò l'insegnante di musica Germaine Rousso (1918-2020) da cui nel 1960 ebbe un figlio.
Léon Poliakov scrisse la sua prima opera di storia, il Bréviaire de la haine (letteralmente: Breviario dell'odio), basata essenzialmente sugli archivi dei processi di Norimberga. Kojève presentò l'opera a Raymond Aron, che la pubblicò, con la prefazione di François Mauriac, nel 1951 e da allora è stata costantemente ristampata. Pubblicata nel 1955 dalla Einaudi nella traduzione di Annamaria Levi, sorella di Primo Levi, fu cronologicamente la prima opera dedicata alla Shoah ad essere stata pubblicata in Italia. Poliakov fu anche uno dei primi a criticare il comportamento di Papa Pio XII nei confronti della Shoah; questa posizione determinò anche la rottura di Poliakov con il CDJC.
Léon Poliakov si interessò a varie discipline: oltre alla storiografia si interessò di filosofia, di biologia e di psicoanalisi. Fu questo eclettismo, il gusto per i grandi progetti, che lo spinse a intraprendere un'impresa storiografica su larga scala: la storia dell'antisemitismo. I primi quattro volumi dell'imponente Storia dell'antisemitismo furono pubblicati in francese da Calmann-Lévy tra il 1955 e il 1977; un quinto volume apparve dall'Éditions du Seuil nel 1994. L'opera prende in esame il rapporto più o meno pacifico fra la storia dell'Occidente e l'ebraismo attraverso il prisma di un dibattito più o meno pacifico fra i due attori. Per Poliakov giudaismo e antigiudaismo, che distingue dall'antisemitismo, si formano quasi contemporaneamente. Il periodo dell'Illuminismo è cruciale; è qui che nasce e si sviluppa l'antisemitismo moderno introducendo un tema pseudo-razziale che, secondo Poliakov, è alla base degli stermini che si sono verificati nel XX secolo. L'opera è stata edita più volte in lingua italiana .

## Opere
- L'étoile jeune. La situation des Juifs en France sous l'Occupation. Les législations nazie et vichyssoise, Paris, Éditions du Centre de documentation juive contemporaine, 1949.
- Il nazismo e lo sterminio degli ebrei [Bréviaire de la haine: le IIIe Reich et les Juifs], traduzione di Annamaria Levi, Prefazione di François Mauriac, Collana Saggi n.187, Torino, Einaudi, 1955.
- L. Poliakov-Jacques Sabille, Gli ebrei sotto l'occupazione italiana, Milano, Edizioni di Comunità, 1956.
- (FR) Histoire de l'antisémitisme (Vol. I: L'age de la foi, Du Christ aux juifs de cour; Vol. 2: L'age de la science, De Mahomet aux Marranes; Vol. 3: De Voltaire à Wagner; Vol. 4: L' Europe suicidaire : 1870-1933), Paris, Calmann-Lévy, 1955-1977.
  -  Storia dell'antisemitismo (Vol. 1: Da Cristo agli ebrei di corte ; Vol. 2: Da Maometto ai marrani ; Vol. 3: Da Voltaire a Wagner ; Vol. 4: L' Europa suicida, 1870-1933), traduzione di Roberto Salvadori e Rossella Rossini, Firenze, La nuova Italia, 1977-1990.
  -  Storia dell'antisemitismo (Vol. 1: Da Cristo agli ebrei di corte ; Vol. 2: Da Maometto ai marrani), traduzione di Roberto Salvadori, aggiornamento a cura di Mauro Raspanti, Milano, Sansoni, 2004.
  -  Storia dell'antisemitismo : dalle origini del cristianesimo all'Europa del Cinquecento, traduzione di Roberto Salvadori, introduzione di David Bidussa, Milano, BUR Rizzoli, 2013, ISBN 978-88-17-06324-1.
- (FR) Histoire de l'antisémitisme (1945-1993), Paris, Éditions du Seuil, 1994, ISBN 9782020141383.
- Dall'antisionismo all'antisemitismo [De l'antisionisme à l'antisémitisme], traduzione di a cura del Centro di documentazione ebraica contemporanea, Milano, Firenze, La nuova Italia, 1971  [1969].
- I Banchieri ebrei e la Santa Sede dal XIII al XVII secolo, Roma, Newton Compton, 1974.
- I Samaritani, in appendice "il pentateuco samaritano" di Gilles Firmini, Firenze, La Nuova Italia, 1994.
- Il mito ariano. Le radici del razzismo e dei nazionalismi, Prefazione di Enzo Collotti, Roma, Editori Riuniti, 1999.
- (FR) Moscou, troisième Rome : les intermittences de la mémoire historique, Paris, Hachette, 1989, ISBN 9782010107795.
- (FR) L'auberge des musiciens : mémoires, Paris, Mazarine, 1981.
- (FR) L'envers du destin : entretiens avec Georges Elia Sarfati, Paris, Editions de Fallois, 1989, ISBN 2877060454.